# Vasco Gil Moniz
Vasco Gil Moniz, F.C.R., cavaleiro da casa do Infante D. Pedro, foi criado d' El-Rei D. Duarte e vedor da casa do seu irmão D. Pedro.
Era filho de Gil Aires, cavaleiro do tempo de D. João I, escrivão da puridade do Condestável D. Nuno Álvares Pereira, e de sua mulher Leonor Rodrigues, e provavelmente irmão de Isabel Moniz.
Em 1438 foi enviado por D. Duarte a Afonso V de Aragão, o Magnânimo, que se encontrava em Itália, e ao Papa Eugénio IV, com o objectivo de expor a situação criada pelo desastre de Tânger, e o consequente cativeiro do Infante D. Fernando, tendo recebido para o efeito a quantia de 210 dobras.
Após a morte de D. Duarte passou a desempenhar as funções de vedor da Fazenda da casa do regente. Embora se ignore quando assumiu tal cargo, sabe-se que já o ocupava a 4 de Maio de 1441, segundo carta de privilégio a um seu criado Álvaro Vasques.
A 16 de Março de 1446 documenta-se como cavaleiro da casa do Infante D. Pedro, quando faz preito e menagem ao Condestável D. Pedro, em representação de Diogo Soares de Albergaria, pela alcaidaria do castelo da Guarda, pertencente ao mestrado de Avis.
Acompanhou D. Pedro na batalha de Alfarrobeira, tendo por isso os bens confiscados, entre os quais se contava uma casa na Rua da Morraz em Lisboa, que foram doadas ao seu irmão Rui Moniz, que esteve do lado de  D. Afonso V. Desconhece-se a data em que recebeu carta de perdão, mas em 1469 já desempenhava o cargo de administrador da capela de Nossa Senhora do Pranto ou da Piedade, na igreja do Carmo.
A 25 de Abril de 1472 obteve alvará real para que pudesse andar em besta muar de sela ou freio por todo o reino, documento em que aparece como Fidalgo da Casa Real, e onde se alude a ter sido criado do Rei D. Duarte.
Em 1482 D. João II recompensa-o pelos serviços prestados a si e a D. Afonso V com a concessão de uma tença de dez mil reais brancos, que, em 1492, trespassa para o seu filho Pedro Álvares Moniz.
Casou em primeiras núpcias com Catarina Fernandes, filha do cavaleiro Fernão Rodrigues, que os nobiliários chamam Alardo, casamento realizado durante o reinado de D. Duarte. Quando após a batalha de Alfarrobeira D. Afonso V lhe confiscou os bens, outorgou uma carta de mercê a esta senhora para que não lhe fossem tomados quaisquer bens. Casou segundas núpcias no Chipre, Nicósia a 22 de Dezembro de 1466 com Leonor de Lusignan, filha de Febo de Lusignan e parente de Carlota de Lusignan, rainha de Chipre, casamento que talvez se deva à sua possível presença na corte de D. João, filho do Infante D. Pedro, que foi rei de Chipre. Deste casamento nasceram Pedro Álvares Moniz, Guiomar Gil Moniz e Febo Moniz de Lusignan, pai de Jerónimo Moniz e avô de outro Febo Moniz de Lusignan.
|                  | Nome | Nascimento | Morte   | Conjugue (datas de nascimento & morte) e filhos |
| [[File:\|100px]] | [[]] | ç [[]]     | 1 d [[] |                                                 |